# Крадольф-Шёненберг
Крадольф-Шёненберг (нем. Kradolf-Schönenberg) — коммуна в Швейцарии, в кантоне Тургау.
Площадь 10.95 км², население 3669 человек (на 31 декабря 2022 года). Официальный код — 4536.
Образована 31 декабря 1995 года при слиянии коммун Крадольф, Шёненберг-ан-дер-Тур, Бухвиль и Нойкирх-ан-дер-Тур в составе округа Бишофсцелль. 1 января 2011 года перешла в состав округа Вайнфельден.

## Население
| Год  | Численность | Численность |
| ---- | ----------- | ----------- |
| 2017 | 3570        | [ 5 ]       |
| 2018 | 3590        | [ 6 ]       |